# 郭則澐

郭則澐

郭則澐（1882年10月9日—1947年1月8日），字蛰云，一字养云、养洪，号啸麓，室名寒碧簃，福建福州府侯官縣人，祖籍福清，清末民初政治人物。

郭則澐與孫女，攝於1930年代

## 生平
郭則澐為湖廣總督郭柏蔭曾孫，礼部右侍郎郭曾炘长子，朴学大师俞樾曾孙女婿。光绪二十九年（1903年）中进士，同年闰五月，改翰林院庶吉士，散館授編修。光绪三十三年（1907年），赴日本早稻田大学留学。回国后历任东三省总督徐世昌之二等秘书官、浙江金华府知府、浙江提学使、浙江温处道道台等。
民国建立后，历任北洋政府国务院秘书厅秘书、政事堂参议、铨叙局局长、兼代国务院秘书长、经济调查局副总裁、侨务局总裁。民国十一年（1922年）第一次直奉战争后去职，在京、津隐居，讲学著作，在天津主持清遗民词社须社（又称冰社）。民国二十六年（1937年）在北海团城创办“古学院”。抗战爆发，北平沦陷后，拒任伪政府“礼制会顾问”、“北京政权秘书长”等职，仅在国学书院任导师。民国三十一年（1942年），周作人请其出任“华北教育总署署长”职务，坚决拒绝。民国三十五年（1946年）逝世，葬于香山普安店亦云巢坟园。

### 墓碑碑文
```
［碑额篆书］
```

　　世济其美
　　［碑文］
　　故清诰授光禄大夫、头品顶载赏载花翎、署浙江提学使司提学使、侯官郭公墓表：
　　诰授奉政大夫、保送御史同知衔、河南汤阴县知县、济宁许锺璐撰文。
　　诰授通议大夫、赐进士出身、实录馆纂修功臣馆纂修国史馆协修翰林院编修弼德院参议、易水陈云诰书丹。
　　公讳则沄，字啸麓，号蛰云，福建侯官人。其先世唐汾阳忠武王，咸通中支祖讳嵩者，避黄巢之乱，始入闽。曾祖柏荫公，在咸同间，以翰林历抚吴楚，总制两湖。祖式昌公，以孝廉仕至浙江按察使，有惠政，人称为郭佛。考曾炘公，以翰林久直枢廷，历官典礼院掌院学士、太子太保，谥文安。有丈夫子三，公其长也。公成癸卯科进士，翰林院庶吉士，散馆授编修，出佐东三省总督幕，特保人才，简任浙江温处兵备道，赏二品衔花翎，署浙江提学使。
　　武昌变起，公在温处道任内，时杭州乱，各郡惊扰，公素为部民悦服，被缨定变，轄境以安。旋朝廷逊位诏下，乃挂冠北上，温民遮道攀留，公不可，遂如京师，省文安公，且商归田之计。文安公曰：“国体虽变，天下事未可知，汝年尚可为，当忍辱负重，以匡王室，此狄梁公所以策唐也。”公受命退谒东海徐公，授以显列，不拜，为长秘书，得于簿书中尽知天下情变，每就商大计，輙移日晷。至丁巳复辟，召公直议政处，寻赐头品顶戴，阶光禄大夫。然公深感仓卒举事，速之适以厄之，不旬日，事竟败。既见时事日纷，知艰于有为，居常郁郁。迨法驾狩天津，公亦引向以退，然近朝行在，远谒诸陵，犹以君恩亲命终无以报，引为遗恨。未几，丁文安公忧，遂杜门不闻时事。逮山陵之变，与遁荒于远隅皆会南朔耆旧驰书当轴，力事营护，其始终厥志如此。
　　公愽学能文，虽颠沛忧危之际，未尝朝夕废文字。在天津，结冰社、须社、俦社。在旧都，结钵社、律社。与一时硕彦耆儒商量旧学，皆推公为祭酒。尤以立诚持毅守约居仁行恕主敬知耻之学，身体而力行之，兼以课士。生平著述凡数十种，《十朝诗乘》、《清词玉屑》、《竹轩摭录》、《庚子诗鉴》、《遁圃詹言》、《龙顾山房诗集、骈体文钞、词钞》、《洞灵小志》。呜呼！公抱忠孝之忱，怀匡复之志，欲违天逆运竭其所能，以成非常之业，虽递遭世变，所志蹉跎，犹复坚守初衷，百折而不变，荣辱不足撄其心，菀枯不能移其操，积忧饮愤，卒丧其生。徒以著书立说，衍斯文一脉之传，则其所行者为至难，而所遭者为至厄已。
　　公生于光绪壬午年八月二十八日，卒于丙戌年十二月十七日，年六十有五。门人上私谚曰文敏，葬于宛平香山普安店之亦云巢。子三：长可诜，次可诚，先公卒。少可诠。女二：长适陈，次适沈。孙三：久祺、久提、久禳。封树既竣，谨举公之遗行荦荦大者，表之于石，俾后之过斯奷者，有以识公之生平云。

## 著作
郭则澐著述甚丰，主要作品有：
- 《瀛海采风录》2卷
- 《十朝诗乘》24卷
- 《清词玉屑》12卷
- 《旧德述闻》1册
- 《竹轩摭录》8卷
- 《庚子诗鉴》4册
- 《南屋述闻》1册
- 《知寒轩谈荟》多册
- 《龙顾山房全集》
- 《洞灵小志》、《洞灵续志》、《洞灵补志》
- 小说《红楼真梦》（又名《石头补记》）也是《红楼梦》续书中较有影响的一种。